# Persone di cognome Hamilton
| Questa pagina contiene informazioni ricavate automaticamente dalle voci biografiche con l'ausilio del template Bio e di un bot. L'aggiornamento è periodico e automatico e ricostruisce completamente la pagina. Se manca una persona in questa lista, sei pregato di non aggiungerla, ma accertati piuttosto che la sua voce biografica contenga il template Bio e che i dati anagrafici siano correttamente compilati. Se il template Bio manca, inseriscilo tu stesso o, in alternativa, metti l'avviso {{tmp\|Bio}} che ne segnala la mancanza. Se i dati riportati sono sbagliati, correggi direttamente la voce biografica; le modifiche saranno visibili in questa lista entro pochi giorni. Per chiarimenti vedi il progetto antroponimi. La lista contiene solo le 203 persone che sono citate nell'enciclopedia e per le quali è stato implementato correttamente il template Bio. Pagina aggiornata al 7 ago 2025. |

Questa è una lista di persone presenti nell'enciclopedia che hanno il cognome Hamilton, suddivise per attività principale.

## Allenatori di calcio(3)
- Bryan Hamilton, allenatore di calcio e ex calciatore nordirlandese (Belfast, n. 1946)
- Gary Hamilton, allenatore di calcio e calciatore nordirlandese (Banbridge, n. 1980)
- Billy Hamilton, allenatore di calcio e ex calciatore nordirlandese (Bangor, n. 1957)

## Allenatori di pallacanestro(1)
- Leonard Hamilton, allenatore di pallacanestro statunitense (Gastonia, n. 1948)

## Ammiragli(2)
- Charles Hamilton, ammiraglio scozzese (n. 1747 - Fir Hill, † 1825)
- Frederick Hamilton, ammiraglio scozzese (Londra, n. 1856 - Rosyth, † 1917)

## Antiquari(1)
- William Richard Hamilton, antiquario, esploratore e diplomatico britannico (Londra, n. 1777 - Londra, † 1859)

## Archeologi(1)
- William Hamilton, archeologo, diplomatico e antiquario britannico (Henley-on-Thames, n. 1730 - Londra, † 1803)

## Attori(11)
- Bernie Hamilton, attore statunitense (East Los Angeles, n. 1928 - Los Angeles, † 2008)
- Hale Hamilton, attore statunitense (Topeka, n. 1880 - Hollywood, † 1976)
- John F. Hamilton, attore statunitense (New York, n. 1893 - Paramus, † 1967)
- John R. Hamilton, attore statunitense (Shippensburg, n. 1887 - Hollywood, † 1958)
- Josh Hamilton, attore statunitense (New York, n. 1969)
- Lloyd Hamilton, attore statunitense (Oakland, n. 1891 - Hollywood, † 1935)
- Mahlon Hamilton, attore statunitense (Baltimora, n. 1880 - Woodland Hills, † 1960)
- Murray Hamilton, attore statunitense (Washington, n. 1923 - Washington, † 1986)
- Neil Hamilton, attore statunitense (Lynn, n. 1899 - Escondido, † 1984)
- Nicholas Hamilton, attore australiano (Lismore, n. 2000)
- Richard Hamilton, attore statunitense (Chicago, n. 1920 - Jeffersonville, † 2004)

## Attori pornografici(1)
- Tim Hamilton, attore pornografico ceco (n. 1982)

## Attrici(10)
- Carrie Hamilton, attrice statunitense (New York, n. 1963 - Los Angeles, † 2002)
- Emily Hamilton, attrice britannica (Londra, n. 1974)
- Emma Hamilton, attrice e sceneggiatrice australiana (Melbourne, n. 1984)
- Gay Hamilton, attrice britannica (Lanarkshire, n. 1943)
- Jane Hamilton, attrice e modella statunitense (Baltimora, n. 1915 - Malibù, † 2004)
- Linda Hamilton, attrice statunitense (Salisbury, n. 1956)
- LisaGay Hamilton, attrice statunitense (Los Angeles, n. 1964)
- Margaret Hamilton, attrice statunitense (Cleveland, n. 1902 - Salisbury, † 1985)
- Suzanna Hamilton, attrice britannica (Londra, n. 1960)
- Victoria Hamilton, attrice britannica (Wimbledon, n. 1971)

## Attrici teatrali(1)
- Nancy Hamilton, attrice teatrale e sceneggiatrice statunitense (Sewickley, n. 1908 - † 1985)

## Bassisti(2)
- Billy Hamilton, bassista canadese (Burlington, n. 1984)
- Tom Hamilton, bassista statunitense (Colorado Springs, n. 1951)

## Batteristi(2)
- Chico Hamilton, batterista statunitense (Los Angeles, n. 1921 - Manhattan, † 2013)
- Jeff Hamilton, batterista statunitense (Richmond, n. 1953)

## Biologi(1)
- William Donald Hamilton, biologo britannico (Il Cairo, n. 1936 - Fitzrovia, † 2000)

## Botanici(1)
- Arthur Hamilton, botanico e esploratore svizzero (n. 1795 - † 1860)

## Calciatori(8)
- CJ Hamilton, calciatore inglese (Harrow, n. 1995)
- Ian Hamilton, calciatore inglese (Streatham, n. 1950 - Londra, † 2024)
- George Hamilton, calciatore scozzese (Irvine, n. 1917 - Aberdeen, † 2001)
- James Hamilton, calciatore nordirlandese (Belfast, n. 1858 - † 1932)
- Jamie Hamilton, calciatore scozzese (Newton Mearns, n. 2002)
- Jordan Hamilton, calciatore canadese (Scarborough, n. 1996)
- Robert Hamilton, calciatore scozzese (Elgin, n. 1877 - Elgin, † 1948)
- William Hamilton, calciatore nordirlandese (Mellifont, n. 1859 - † 1914)

## Calciatrici(1)
- Caragh Hamilton, calciatrice nordirlandese (n. 1996)

## Canottieri(1)
- Kyle Hamilton, canottiere canadese (Richmond, n. 1976)

## Cantanti(6)
- Natasha Hamilton, cantante britannica (Liverpool, n. 1982)
- Spice, cantante giamaicana (n. 1982)
- Jake Hamilton, cantante e cantautore statunitense (Rancho Cucamonga, n. 1979)
- Page Hamilton, cantante e chitarrista statunitense (Portland, n. 1960)
- Roy Hamilton, cantante statunitense (Leesburg, n. 1929 - New Rochelle, † 1969)
- Nivea, cantante statunitense (Atlanta, n. 1982)

## Cantautori(2)
- Anthony Hamilton, cantautore e produttore discografico statunitense (Charlotte, n. 1971)
- Ashley Hamilton, cantautore e attore statunitense (Los Angeles, n. 1974)

## Cantautrici(1)
- Muni Long, cantautrice e paroliera statunitense (Vero Beach, n. 1988)

## Cestiste(2)
- Carol Hamilton, cestista canadese (Walsall, n. 1963 - Oakville, † 2006)
- Lucille Hamilton, ex cestista australiana (Melbourne, n. 1969)

## Cestisti(28)
- Bob Hamilton, cestista e allenatore di pallacanestro statunitense (n. 1922 - Davis, † 1995)
- Joe Hamilton, ex cestista statunitense (Lexington, n. 1948)
- Justin Hamilton, ex cestista statunitense (Sarasota, n. 1980)
- Reggie Hamilton, ex cestista statunitense (Harvey, n. 1989)
- Tang Hamilton, ex cestista statunitense (Jackson, n. 1978)
- Venson Hamilton, ex cestista statunitense (Forest City, n. 1977)
- Ashley Hamilton, cestista statunitense (Amburgo, n. 1988)
- Blake Hamilton, cestista statunitense (Pasadena, n. 1994)
- Brian Hamilton, ex cestista statunitense (Angleton, n. 1982)
- Bryce Hamilton, cestista statunitense (Pasadena, n. 2000)
- Dale Hamilton, cestista statunitense (Fort Wayne, n. 1919 - Fort Wayne, † 1994)
- Daniel Hamilton, cestista statunitense (Los Angeles, n. 1995)
- Dennis Hamilton, cestista statunitense (Huntington Beach, n. 1944 - Chandler, † 2012)
- Derrek Hamilton, ex cestista statunitense (Mobile, n. 1966)
- Forrest Hamilton, cestista statunitense (St. Clair, n. 1930 - Beaverton, † 2021)
- Gary Hamilton, cestista statunitense (Los Angeles, n. 1984)
- Isaac Hamilton, cestista statunitense (Los Angeles, n. 1994)
- Johnny Hamilton, cestista trinidadiano (Rio Claro, n. 1994)
- Jordan Hamilton, cestista statunitense (Los Angeles, n. 1990)
- Justin Hamilton, ex cestista statunitense (Newport Beach, n. 1990)
- Lamont Hamilton, ex cestista statunitense (New York, n. 1984)
- Ralph Hamilton, cestista statunitense (Fort Wayne, n. 1921 - Fort Wayne, † 1983)
- Richard Hamilton, ex cestista statunitense (Coatesville, n. 1978)
- Roy Hamilton, ex cestista statunitense (Los Angeles, n. 1957)
- Sherman Hamilton, ex cestista canadese (Toronto, n. 1972)
- Thomas Hamilton, ex cestista statunitense (Chicago, n. 1975)
- Vernon Hamilton, ex cestista e allenatore di pallacanestro statunitense (Richmond, n. 1984)
- Zendon Hamilton, ex cestista e allenatore di pallacanestro statunitense (Floral Park, n. 1975)

## Ciclisti su strada(3)
- Chris Hamilton, ciclista su strada australiano (Bendigo, n. 1995)
- Lucas Hamilton, ciclista su strada australiano (Città Rurale di Ararat, n. 1996)
- Tyler Hamilton, ex ciclista su strada statunitense (Marblehead, n. 1971)

## Clarinettisti(1)
- Jimmy Hamilton, clarinettista statunitense (Dillon, n. 1917 - Saint Croix, † 1994)

## Compositori(1)
- Iain Hamilton, compositore scozzese (Glasgow, n. 1922 - Londra, † 2000)

## Criminali(3)
- Floyd Hamilton, criminale statunitense (Oklahoma, n. 1913 - San Francisco, † 1943)
- John Hamilton, criminale canadese (Sault Sainte Marie, n. 1899 - Aurora, † 1934)
- Raymond Hamilton, criminale statunitense (Oklahoma, n. 1913 - Huntsville, † 1935)

## Danzatrici(1)
- Melissa Hamilton, ballerina britannica (Belfast, n. 1989)

## Drammaturghi(1)
- Cosmo Hamilton, commediografo e scrittore britannico (West Norwood, n. 1870 - Guildford, † 1942)

## Fondisti(1)
- Simi Hamilton, fondista statunitense (Aspen, n. 1987)

## Fotografi(1)
- David Hamilton, fotografo e regista britannico (Londra, n. 1933 - Parigi, † 2016)

## Generali(3)
- Bruce Hamilton, generale britannico (n. 1857 - † 1936)
- Gustav David Hamilton, generale svedese (Barsebäck, n. 1699 - Barsebäck, † 1788)
- Ian Hamilton, generale britannico (Corfù, n. 1853 - Londra, † 1947)

## Geologi(1)
- William John Hamilton, geologo e archeologo inglese (Wishaw, n. 1805 - † 1867)

## Giocatori di baseball(4)
- Billy Hamilton, giocatore di baseball statunitense (Newark, n. 1866 - Worcester, † 1940)
- Billy Hamilton, giocatore di baseball statunitense (Taylorsville, n. 1990)
- Josh Hamilton, giocatore di baseball statunitense (Raleigh, n. 1981)
- Steve Hamilton, giocatore di baseball, cestista e allenatore di baseball statunitense (Columbia, n. 1935 - Morehead, † 1997)

## Giocatori di curling(1)
- Matt Hamilton, giocatore di curling statunitense (Madison, n. 1989)

## Giocatori di football americano(4)
- Adrian Hamilton, ex giocatore di football americano statunitense (Dallas, n. 1987)
- Cobi Hamilton, giocatore di football americano statunitense (Texarkana, n. 1990)
- DaVon Hamilton, giocatore di football americano statunitense (Pickerington, n. 1997)
- Kyle Hamilton, giocatore di football americano statunitense (Candia, n. 2001)

## Giocatori di lacrosse(1)
- Ernie Hamilton, giocatore di lacrosse canadese (Montréal, n. 1883 - Pointe-Claire, † 1964)

## Giocatori di poker(1)
- Russ Hamilton, giocatore di poker statunitense (Detroit, n. 1948)

## Giocatori di snooker(1)
- Anthony Hamilton, giocatore di snooker inglese (Nottingham, n. 1971)

## Golfisti(1)
- Todd Hamilton, golfista statunitense (Galesburg, n. 1965)

## Hockeisti su ghiaccio(1)
- Jeff Hamilton, ex hockeista su ghiaccio statunitense (Englewood, n. 1977)

## Informatiche(1)
- Margaret Hamilton, informatica, ingegnera e imprenditrice statunitense (Paoli, n. 1936)

## Matematici(2)
- Richard Hamilton, matematico statunitense (Cincinnati, n. 1943 - New York, † 2024)
- William Rowan Hamilton, matematico, fisico e astronomo irlandese (Dublino, n. 1805 - Dublino, † 1865)

## Medici(1)
- Alice Hamilton, medico statunitense (New York, n. 1869 - Hadlyme, † 1970)

## Militari(3)
- George Hamilton, I baronetto di Donalong, militare scozzese (n. 1607 - † 1679)
- James Hamilton, militare scozzese (n. 1620 - † 1673)
- Anne Hamilton, ufficiale scozzese (Londra, n. 1709 - † 1748)

## Modelle(1)
- Lois Hamilton, modella e attrice statunitense (Filadelfia, n. 1943 - Rio de Janeiro, † 1999)

## Montatori(1)
- William Hamilton, montatore e regista statunitense (Pittsburgh, n. 1893 - North Hollywood, † 1942)

## Multiplisti(1)
- Brutus Hamilton, multiplista statunitense (Peculiar, n. 1900 - Berkeley, † 1970)

## Musicisti(2)
- Blue Hamilton, musicista e produttore discografico statunitense (Fontana, n. 1978)
- Dirk Hamilton, musicista e cantautore statunitense (Hobart, n. 1949)

## Navigatori(1)
- John Hamilton, marinaio britannico (n. 1714 - Portsmouth, † 1755)

## Nobildonne(8)
- Anne Hamilton, III duchessa di Hamilton, nobildonna scozzese (Londra, n. 1631 - Hamilton, † 1716)
- Anne Hamilton, nobildonna scozzese (n. 1535 - † 1574)
- Cynthia Hamilton, nobildonna britannica (Londra, n. 1897 - Althorp, † 1972)
- Elizabeth Hamilton, nobildonna scozzese (Edimburgo, n. 1753 - Londra, † 1797)
- Elizabeth Hamilton, nobildonna scozzese (Strabane, n. 1640 - † 1708)
- Elizabeth Hamilton, nobildonna scozzese (n. 1721 - Londra, † 1800)
- Jane Hamilton, nobildonna scozzese (n. 1704 - Parigi, † 1753)
- Louisa Hamilton, nobildonna scozzese (Brighton, n. 1836 - Midlothian, † 1912)

## Nobili(24)
- James Hamilton, III duca di Abercorn, nobile e politico britannico (Londra, n. 1869 - Londra, † 1953)
- Alexander Hamilton, X duca di Hamilton, nobile, politico e collezionista d'arte scozzese (Londra, n. 1767 - Londra, † 1852)
- Alfred Douglas-Hamilton, XIII duca di Hamilton, nobile scozzese (Shanklin, n. 1862 - Dorset, † 1940)
- Charles Hamilton, V conte di Haddington, nobile scozzese (n. 1650 - Tyninghame House, † 1685)
- Charles Hamilton, VIII conte di Haddington, nobile scozzese (n. 1753 - † 1828)
- Elizabeth Villiers, nobile britannica (n. 1657 - † 1733)
- George Francis Hamilton, nobile, militare e politico britannico (Dublino, n. 1845 - Exeter, † 1927)
- George Hamilton, I conte di Orkney, nobile e ufficiale scozzese (Hamilton Palace, n. 1666 - Londra, † 1737)
- James Hamilton, I duca di Hamilton, nobile e generale scozzese (Hamilton, n. 1606 - Westminster, † 1649)
- James Hamilton, I duca di Abercorn, nobile e politico britannico (Seymour Place, n. 1811 - Baroscourt, † 1885)
- James Hamilton, nobile scozzese (n. 1516 - † 1575)
- James Hamilton, I conte di Abercorn, nobile scozzese (n. 1575 - † 1618)
- James Hamilton, VI conte di Abercorn, nobile scozzese (n. 1661 - † 1734)
- James Hamilton, VII conte di Abercorn, nobile scozzese (n. 1686 - † 1744)
- James Hamilton, I conte di Arran, nobile scozzese (Bo'ness, † 1529)
- James Hamilton, III conte di Arran, nobile e militare scozzese († 1609)
- James Hamilton, V duca di Abercorn, nobile e politico britannico (Londra, n. 1934)
- John Hamilton, I marchese di Hamilton, nobile scozzese (n. 1535 - † 1604)
- John Hamilton, IV conte di Haddington, nobile scozzese (n. 1626 - Tyninghame House, † 1669)
- Maria Vittoria Hamilton, nobile britannica (Hamilton, n. 1850 - Budapest, † 1922)
- Thomas Hamilton, II conte di Haddington, nobile scozzese (n. 1600 - † 1640)
- Thomas Hamilton, VI conte di Haddington, nobile e politico scozzese (Tyninghame House, n. 1680 - Inveresk, † 1735)
- William Hamilton, II duca di Hamilton, nobile, militare e politico scozzese (Hamilton, n. 1616 - Worcester, † 1651)
- William Douglas-Hamilton, XII duca di Hamilton, nobile scozzese (Londra, n. 1845 - Algeri, † 1895)

## Pattinatori artistici su ghiaccio(1)
- Scott Hamilton, ex pattinatore artistico su ghiaccio statunitense (Toledo, n. 1958)

## Piloti automobilistici(3)
- Duncan Hamilton, pilota automobilistico britannico (Cork, n. 1920 - Sherborne, † 1994)
- Lewis Hamilton, pilota automobilistico britannico (Stevenage, n. 1985)
- Nicolas Hamilton, pilota automobilistico britannico (Stevenage, n. 1992)

## Pittori(3)
- Gavin Hamilton, pittore e archeologo britannico (Lanark, n. 1723 - Roma, † 1798)
- Richard Hamilton, pittore britannico (Londra, n. 1922 - Londra, † 2011)
- William Hamilton, pittore inglese (Chelsea, n. 1751 - Londra, † 1801)

## Poeti(1)
- Ian Hamilton, poeta e critico letterario britannico (King's Lynn, n. 1938 - Londra, † 2001)

## Politici(10)
- James Hamilton, II duca di Abercorn, politico britannico (Brighton, n. 1838 - Londra, † 1913)
- Alexander Hamilton, politico e generale statunitense (Charlestown, n. 1757 - New York, † 1804)
- Claud Hamilton, I lord di Paisley, politico scozzese (n. 1546 - † 1621)
- James Hamilton, II marchese di Hamilton, politico e nobile scozzese (n. 1589 - Londra, † 1625)
- James Hamilton, visconte Hamilton, politico inglese (n. 1786 - Londra, † 1814)
- John Hamilton, I marchese di Abercorn, politico scozzese (n. 1756 - † 1818)
- Lee Hamilton, politico statunitense (Daytona Beach, n. 1931)
- Claud Hamilton, politico britannico (Strabane, n. 1843 - † 1925)
- Paul Hamilton, politico statunitense (Saint Paul's Parish, n. 1762 - † 1816)
- Simon Hamilton, politico britannico (Newtownards, n. 1977)

## Registi(2)
- Gilbert P. Hamilton, regista, attore e produttore cinematografico statunitense (New York, n. 1890 - New York, † 1962)
- Guy Hamilton, regista e sceneggiatore britannico (Parigi, n. 1922 - Maiorca, † 2016)

## Rugbisti a 15(2)
- Jim Hamilton, ex rugbista a 15 britannico (Swindon, n. 1982)
- Scott Hamilton, rugbista a 15 neozelandese (Christchurch, n. 1980)

## Sassofonisti(1)
- Scott Hamilton, sassofonista statunitense (Providence, n. 1954)

## Sciatrici alpine(1)
- Marilyn Hamilton, ex sciatrice alpina statunitense

## Scrittori(3)
- Antoine Hamilton, scrittore irlandese (Roscrea, n. 1646 - Saint-Germain-en-Laye, † 1720)
- Hugo Hamilton, scrittore irlandese (Dublino, n. 1953)
- Steve Hamilton, scrittore statunitense (Detroit, n. 1961)

## Scrittori di fantascienza(2)
- Edmond Hamilton, scrittore di fantascienza statunitense (Youngstown, n. 1904 - Lancaster, † 1977)
- Peter F. Hamilton, autore di fantascienza inglese (Rutland, n. 1960)

## Scrittrici(6)
- Alwyn Hamilton, scrittrice canadese (Toronto, n. 1988)
- Cicely Hamilton, scrittrice, giornalista e attrice inglese (Paddington, n. 1872 - † 1952)
- Edith Hamilton, scrittrice statunitense (Dresda, n. 1867 - Washington, † 1963)
- Jane Hamilton, scrittrice statunitense (Oak Park, n. 1957)
- Laurell K. Hamilton, scrittrice statunitense (Heber Springs, n. 1963)
- Virginia Hamilton, scrittrice statunitense (Yellow Springs, n. 1936 - Dayton, † 2002)

## Storici(1)
- Earl J. Hamilton, storico statunitense (Houlka, n. 1899 - Chicago, † 1989)

## Surfiste(1)
- Bethany Hamilton, surfista statunitense (Lihue, n. 1990)

## Surfisti(1)
- Laird Hamilton, surfista statunitense (San Francisco, n. 1964)

## Tennisti(1)
- Willoughby Hamilton, tennista e calciatore irlandese (Monasterevin, n. 1864 - Dublino, † 1943)

## Velocisti(2)
- Austin Hamilton, velocista svedese (n. 1997)
- William Hamilton, velocista statunitense (n. 1883 - † 1955)

## Senza attività specificata(1)
- Mary Hamilton, inglese († 1719)